# 大野城站
大野城站（日语：／ Ōnojō eki */?）是位於福岡縣大野城市白木原一丁目，九州旅客鐵道（JR九州）的鹿兒島本線車站。車站編號為JB05。本站位於大野城市，在國鐵時代博多至鳥栖之間設有通過此站的普通列車，後來使用人次急增，現時快速列車停此站。

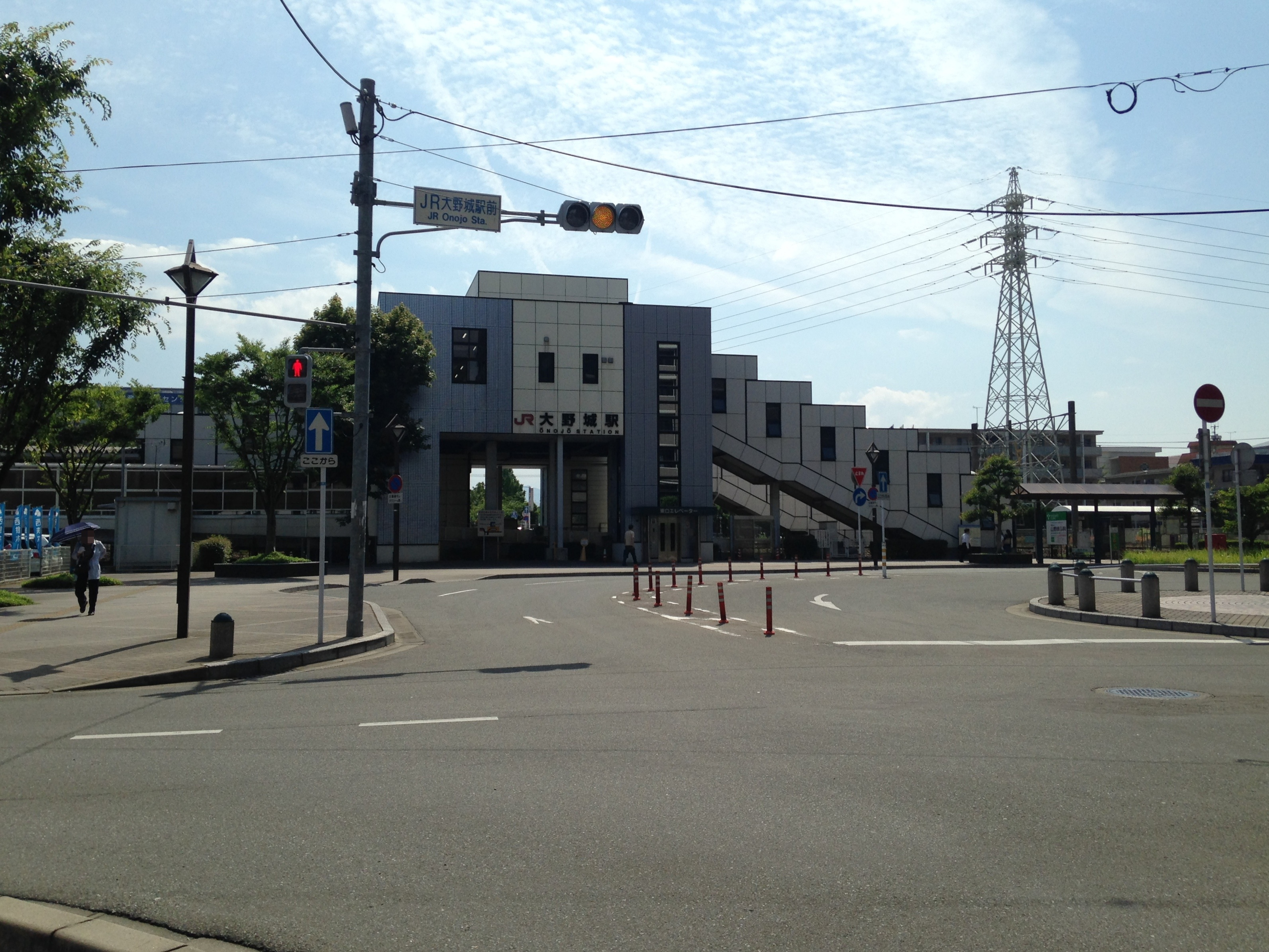
東口(2016年3月)

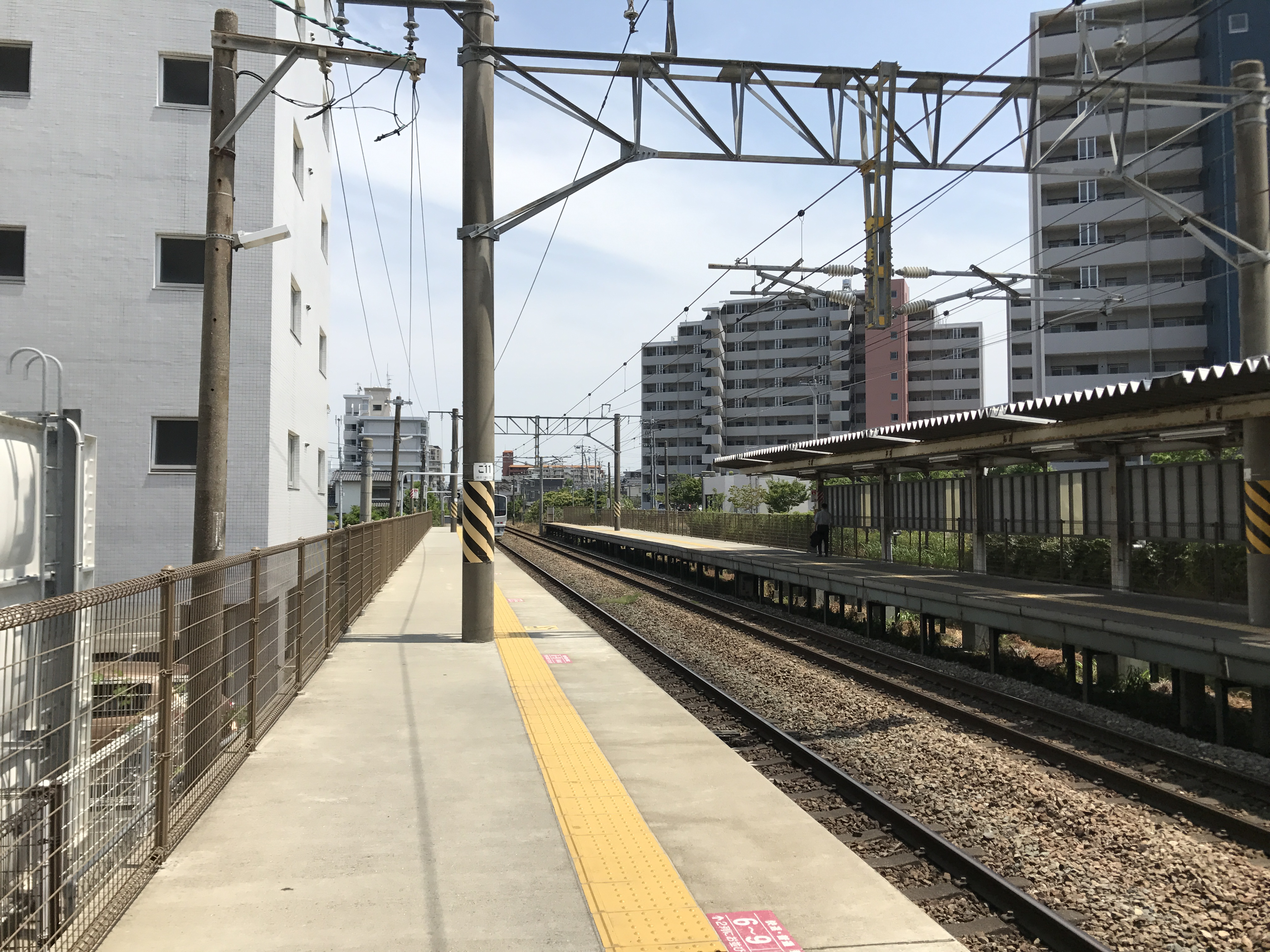
月台(2017年6月)

## 歷史
- 1946年（昭和21年）6月10日 - 運輸省新設春日號誌站。
- 1961年（昭和36年）10月1日 - 號誌站升級至車站，名為白木原站（日语：／）。
- 1987年（昭和62年）4月1日 - 伴隨國鐵分割民營化，車站由九州旅客鐵道（JR九州）營運[1][2]。
- 1989年（平成元年）3月11日 - 當地居民發起車站改名運動，把車站改名為大野城站（日语：／）[3]。
- 1990年（平成2年） 8月20日 - 現時跨站式站房落成。舊車站大樓仍然使用，後來折毀[4]。
- 2003年（平成15年）3月15日 - 實施時間表修正，成為快速停車站。
- 2006年（平成18年）6月1日 - 車站公眾通道（閘外）的升降機開始使用。
- 2007年（平成19年）3月1日 - 多功能廁所、閘內的升降機開始使用，此站無障礙化。
- 2009年（平成21年）3月1日 - 此站可以使用IC卡「SUGOCA」[5]。

## 站名由來
在1961年（昭和36年）10月1日，此處由號誌站升級至車站，名為白木原站。另一方面，西日本鐵道大牟田線（現時：天神大牟田線）已經設有白木原站，由於西鐵一方沒有把車站改名，因此同時設有2座「白木原站」，此情況使使用者造成混淆（兩站相距約750米）。隨後國鐵一方的白木原站在1987年（昭和62年）4月1日改為由JR九州營運，並於1989年（平成元年）3月11日改名為大野城站。
「春日號誌站」的春日是來自鄰近的春日神社因而得名。「白木原」方面，這是來自朝鮮半島的新羅（日语：／）國（白木原的平假名也是），該處有許多來自朝鮮半島的新羅人前往此站居住，因而得名。「大野城」是來自大野城的古代山城而得名。

## 車站構造
本站是設有跨站式站房的地面車站，設有2面2線的相對式月台。此站是由JR九州服務支援管理的業務委託車站，設有綠色窗口和自動閘機。車站可以使用「SUGOCA」IC卡。

### 月台
| 月台 | 路線       | 上下行 | 方向             |
| ---- | ---------- | ------ | ---------------- |
| 1    | 鹿兒島本線 | 下行   | 二日市、鳥栖方向 |
| 2    | 鹿兒島本線 | 上行   | 博多、小倉方向   |

## 使用狀況
在2018年（平成30年）度，1日平均乘車人次為8,353人，在JR車站上排第20。車站使用人次一直增加，在2004年度更突破1萬人。
以下為近年1日平均上下車、乘車人次列表，當中數據是來自以下三處：
- 各駅乗降人員数の推移 - 春日市
1995年度至2015年度的上下車人次，2016年度至2017年度的乘車人次
- JR九州各駅乗車延人員 （页面存档备份，存于） - 大野城市
1980年至2006年（曆年）年間總乘車人次，再除以當年日子數目
- 九州旅客鉄道駅別乗車人員（页面存档备份，存于） - 福岡県
2008年度至2013年度的乘車人次

| 年度               | 1日平均 上下車人次 | 1日平均 乘車人次 |
| ------------------ | ------------------ | ---------------- |
| 1980年（昭和55年） |                    | 1,165（曆年）    |
| 1985年（昭和60年） |                    | 1,653（曆年）    |
| 1990年（平成02年） |                    | 2,301（曆年）    |
| 1991年（平成03年） |                    | 2,658（曆年）    |
| 1992年（平成04年） |                    | 2,943（曆年）    |
| 1993年（平成05年） |                    | 3,269（曆年）    |
| 1994年（平成06年） |                    | 3,584（曆年）    |
| 1995年（平成07年） | 7,511              | 3,783（曆年）    |
| 1996年（平成08年） | 7,732              | 3,847（曆年）    |
| 1997年（平成09年） | 7,755              | 3,891（曆年）    |
| 1998年（平成10年） | 7,884              | 3,949（曆年）    |
| 1999年（平成11年） | 8,072              | 4,052（曆年）    |
| 2000年（平成12年） | 8,088              | 4,049（曆年）    |
| 2001年（平成13年） | 8,149              | 4,073（曆年）    |
| 2002年（平成14年） | 8,221              | 4,127（曆年）    |
| 2003年（平成15年） | 9,449              | 4,824（曆年）    |
| 2004年（平成16年） | 10,526             | 5,291（曆年）    |
| 2005年（平成17年） | 11,169             | 5,599（曆年）    |
| 2006年（平成18年） | 11,760             | 5,912（曆年）    |
| 2007年（平成19年） | 12,212             |                  |
| 2008年（平成20年） | 12,573             | 6,311            |
| 2009年（平成21年） | 12,631             | 6,328            |
| 2010年（平成22年） | 12,950             | 6,508            |
| 2011年（平成23年） | 13,763             | 6,907            |
| 2012年（平成24年） | 14,447             | 7,235            |
| 2013年（平成25年） | 15,112             | 7,577            |
| 2014年（平成26年） | 15,328             |                  |
| 2015年（平成27年） | 15,805             |                  |
| 2016年（平成28年） |                    | 8,139            |
| 2017年（平成29年） |                    | 8,277            |
| 2018年（平成30年） |                    | 8,353            |

## 車站周邊

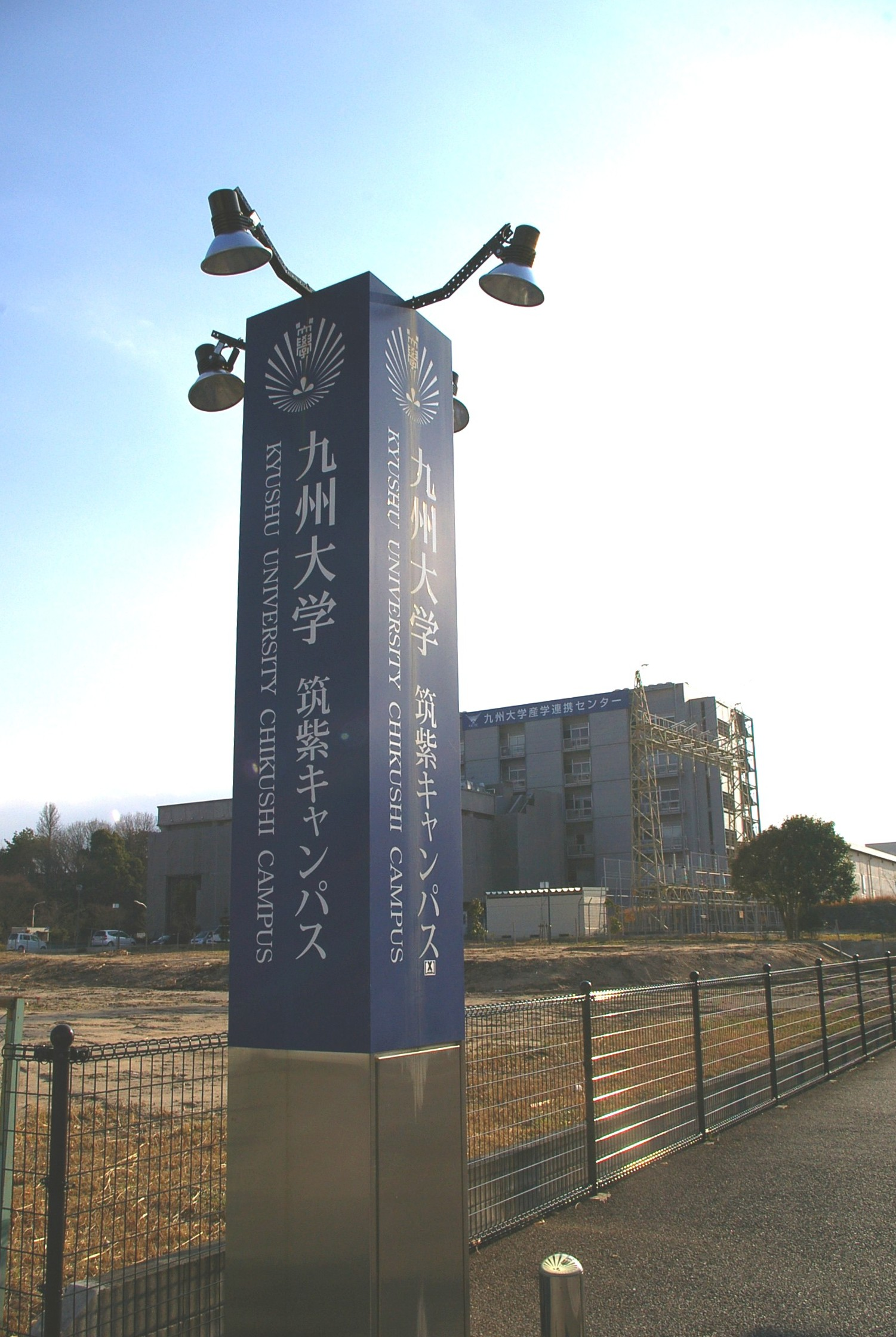
九州大學筑紫校園

車站東出口周邊為住宅區和公寓。而西出口周邊設有九州大學筑紫校園與福岡縣立春日高等學校等教育機構。此站距離西鐵天神大牟田線白木原站東邊約750米，設有大野城市社區巴士連接兩處。
- 白木原站 - 西鐵天神大牟田線
- 九州大學筑紫校園
- 橘學園大野南幼稚園
- 大野城市立大利小學（日语：大野城市立大利小学校）
- 大野城市立大利中學（日语：大野城市立大利中学校）
- 福岡縣立春日高等學校
- 春日公園團地
- 國家公務員大野城宿舍
- 福岡縣立筑紫中央高等學校（日语：福岡県立筑紫中央高等学校）

### 著名地點、古蹟
- 福岡縣營春日公園（日语：福岡県営春日公園）
- 瓦田地綠神社
- 水城寺（日语：水城寺）

## 巴士路線
東出口
- 大野城市社區巴士「小圓號（日语：まどか号）」
  - 大城路線：西鐵白木原站 - 小圓比亞（日语：大野城まどかぴあ） - 太宰府交匯處（日语：太宰府インターチェンジ）入口 - 大城 - 釜蓋

西出口
- 西鐵巴士（日语：西鉄バス）（西鐵巴士二日市（日语：西鉄バス二日市））
  - 20：南丘 - 牛頸 - 平野高地 - 月之浦營業所（日语：西鉄バス二日市#月の浦本社）
- 春日市社區巴士「彌生（日语：やよい）」⑥春日公園線
  - 春日2丁目 - 春日神社（日语：春日神社 (春日市)） - 春日8丁目 - 筑紫台5丁目 - 巴士中心
  - 春日公園（日语：福岡県営春日公園）前 - 市政廳前 - 西鐵春日原站 - JR春日站 - 若葉台 - 巴士中心

曾經在東出口迴旋路中設有西鐵巴士二日市白木原線，在2000年廢止。現時，由相同路線「小圓號」（大城路線）替代。

## 曾經存在的美軍基地關係
在1946年（昭和21年）6月10日，此處建設了春日號誌站。當時為太平洋戰爭後的時期，該號誌站附近設置了分支點，分支路線為美軍春日基地專用線。。專用線中設有貨物列車專用月台，主要用作起貨物之用。基地當時是位於國鐵鹿兒島線以西，佔用了春日市前身的春日町和大野城市前身的大野町部分範圍，日本人原則上不能進入該基地。隨後在1961年（昭和36年）10月1日，春日號誌站升級為白木原站，由於上述提及西邊設有基地，因此當時沒有西出口。基地在1972年6月歸還給日本，基地遺址變成了九州大學和福岡縣立春日高校。而專用線、貨物專用月台和周邊基地設施歸還後成為國有用地。而基地近年還有部分設施（包括月台）還存在，在2010年前，開始設興建行人路。截至2012年，部分遺址建設了站前停泊單車場和國家公務員大野城宿舍，使基地剩餘遺留下來的設施不復見。

## 相鄰車站
九州旅客鐵道
鹿兒島本線
■快速、■區間快速
南福岡（JB03）－大野城（JB05）－二日市（JB08）
■區間快速（只有部分列車停站）、■普通
春日（JB04）－大野城（JB05）－水城（JB06）

## 注腳
1. ↑  『交通年鑑 昭和63年版』 交通協力會，1988年3月。
2. ↑  今村都南雄 『民営化の效果と現実NTTとJR』 中央法規出版，1997年8月。ISBN 978-4805840863
3. ↑  .   [2020-04-03]. （原始内容存档于2015-02-22）.
4. 1 2 3  .   [2020-04-03]. （原始内容存档于2015-02-22）.
5. ↑  . 交通新聞 (交通新聞社). 2009-03-03: 1.
6. ↑   (PDF). 九州旅客鐵道.   [2018-07-13]. （原始内容存档 (PDF)于2019-12-06）.
7. ↑  分支地點近年設有柵欄圍封。現時由於建設行人路而撤走。

## 外部連結
- 大野城（車站資訊） - 九州旅客鐵道